# Saline megye (Illinois)
Saline megye az Amerikai Egyesült Államokban, azon belül Illinois államban található. Megyeszékhelye és legnagyobb városa Harrisburg. Lakosainak száma 23 768 fő (2020. április 1.).

## Szomszédos megyék
- Hamilton megye
- Pope megye
- Franklin megye
- Williamson megye
- Johnson megye
- White megye
- Gallatin megye
- Hardin megye

## Népesség
A megye népességének változása:
| Lakosok száma | 24 936 | 24 959 | 25 007 | 24 939 | 24 548 | 23 768 |
|               | 2010   | 2011   | 2012   | 2013   | 2015   | 2020   |